# Захаров, Валентин Дмитриевич
Валенти́н Дми́триевич Заха́ров (род. 9 апреля 1933) — советский фигурист, двукратный чемпион СССР 1953 и 1954 годов в мужском одиночном катании. Один из первых советских фигуристов, принявших участие в чемпионате Европы (1956 год). Выступал также в парном катании с племянницей Татьяны Толмачёвой (Гранаткиной), Мариной Гранаткиной.

## Спортивные достижения

### Одиночное катание
| Соревнования/Сезоны | 1953 | 1954 | 1955 | 1956 | 1957 | 1958 |
| ------------------- | ---- | ---- | ---- | ---- | ---- | ---- |
| Чемпионаты Мира     | *    | *    | *    | *    | *    | 20   |
| Чемпионаты Европы   | *    | *    | *    | 16   | 11   | 11   |
| Чемпионаты СССР     | 1    | 1    | 3    |      | 2    | 3    |

- * Спортсмены СССР не принимали участие

### Парное катание
(с Мариной Гранаткиной)
| Соревнования/Сезоны | 1952 |
| ------------------- | ---- |
| Чемпионаты СССР     | 1    |